# Manlleu
Manlleu település Spanyolországban, Barcelona tartományban. Lakosainak száma 21 348 fő (2024).

## Földrajza
Manlleu Torelló, L’Esquirol, Les Masies de Roda, Gurb és Les Masies de Voltregà községekkel határos.

## Testvértelepülések
- Alcaudete

## Népesség
A település lakosságának változását az alábbi diagram mutatja:
| Lakosok száma | 885  | 5322 | 7056 | 9410 | 16 182 | 18 748 | 20 647 | 20 279 | 20 573 | 21 348 |
|               | 1717 | 1887 | 1936 | 1960 | 1986   | 2004   | 2009   | 2014   | 2019   | 2024   |